# Луций Вирий Агрикола
Луций Вирий Агрикола (лат. Lucius Virius Agricola) — римский государственный деятель первой половины III века.

## Биография
Его отцом, очевидно, был легат Вирий Луп, а братом — консул 232 года Луций Вирий Луп Юлиан. В 230 году Агрикола занимал должность ординарного консула вместе с Секстом Катием Клементином Присциллианом. Больше о его карьере нет никаких сведений.
Возможно, его сыном был консул 278 года Вирий Луп.